# Franz Krutter

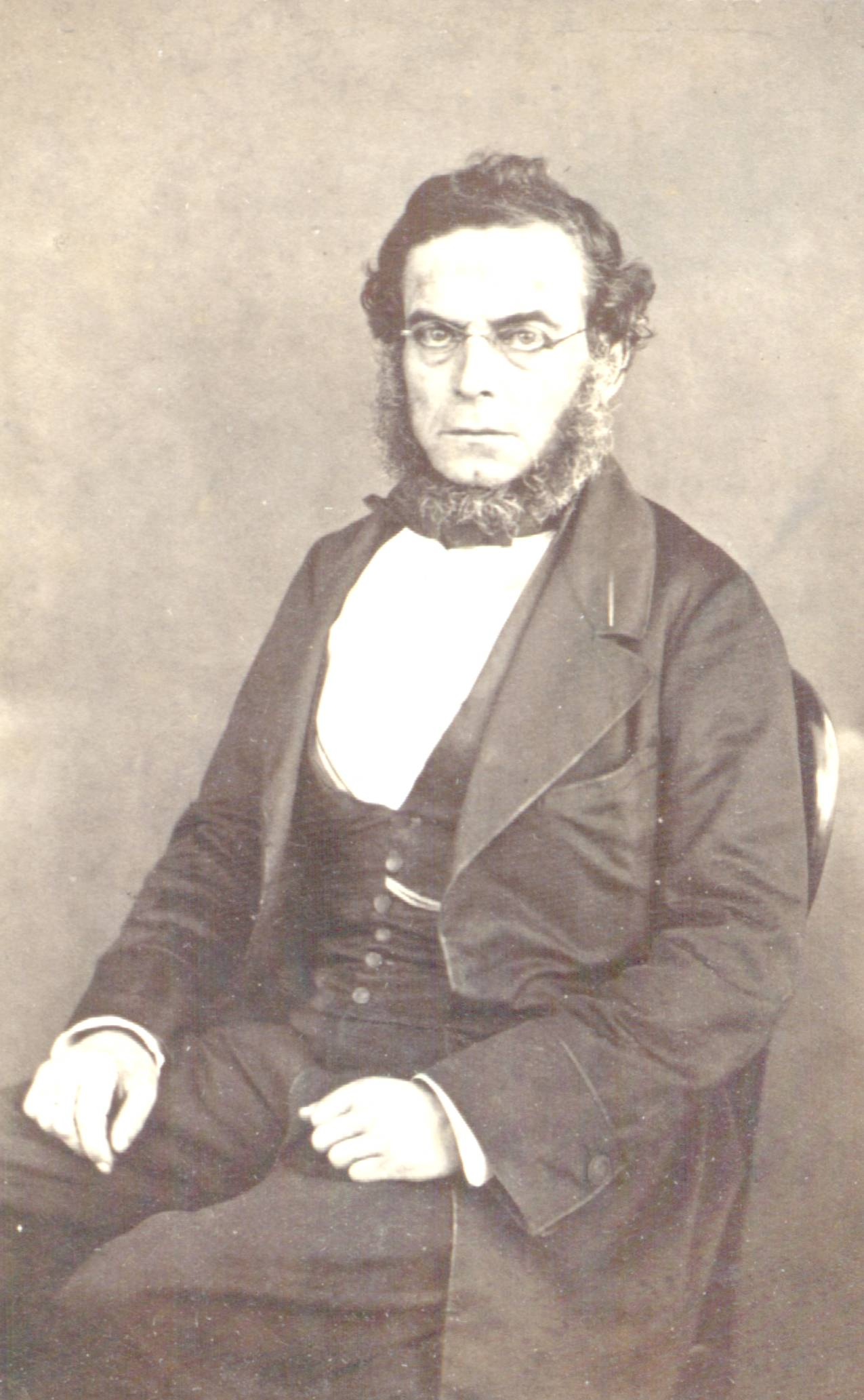
Franz Krutter 1857

Franz Krutter (* 5. August 1807 in Solothurn; † 15. November 1873 ebenda) war ein Schweizer Schriftsteller, Jurist und Politiker.

## Leben
Franz Krutter wurde als Sohn des Geschäftsmanns, Grossrats und Kantonsrichters Franz Urban Balthasar Krutter und der Theresia, geborene Tschann, geboren. Seinen Vater verlor er bereits 1815. Krutter stand danach unter der Vormundschaft seines Onkels, des Ratsherrn Georg Krutter, wurde aber von seiner Mutter erzogen, die ihn schon als Zehnjährigen ermunterte, ein Tagebuch zu führen. Die Tagebücher sind mindestens teilweise in Krutters Nachlass erhalten, der sich in der Zentralbibliothek Solothurn befindet.
Nach dem Besuch der Schulen in Solothurn studierte Krutter Rechtswissenschaft in München und Heidelberg. Es folgten Reisen nach Dresden, Prag und Wien. Da ein siebenmonatiger Aufenthalt in Paris nicht die erhoffte Verbesserung seiner französischen Sprachkenntnisse erbrachte, schloss Krutter einen Sprachaufenthalt in Genf an. Er begründete dies in einem Brief an seinen Vertrauten Joseph Anton Dollmayr mit den Worten: „Du siehst, dass ich in Genf bin. Warum ich Paris verlassen habe? Um französisch zu lernen. (…) Das französische Treiben daselbst ist so abgeschmackt für den Fremdling, dass er sich bald gänzlich an seine Landsleute schliesst.“ 1830 kehrte Krutter nach Solothurn zurück und arbeitete zunächst in der Kanzlei des Appellationsgerichts. Er sympathisierte mit dem Gedankengut der liberalen Bewegung des Jahres 1830, welche auch im Kanton Solothurn die Regenerationszeit einläutete und Ende Jahr zu einer neuen, demokratischen Verfassung führte, fühlte aber noch keine Neigung zur aktiven Politik. An Dollmayr schrieb er: „Unserer Revolution bin ich ganz teilnahmslos geblieben; ich meine nicht etwa bloss untätig, ich konnte nicht einmal dafür empfinden. Parteien zankten sich, die mir gleich fremd waren.“ Seit 1832 war Krutter Appellationsgerichtsschreiber, später Richter in verschiedenen Funktionen. 1833 verheiratete er sich mit Susanna Glutz von Blotzheim, die 1838 bei der Geburt des zweiten Sohnes verstarb, welcher ihr zwei Tage später folgte. 1840 ging er die Ehe mit Susannas Schwester Catharina Amanzia Victoria ein und erwarb sich ein Haus auf dem Hermesbühl in Solothurn, neben dem Besitztum seiner Schwiegereltern. Von 1839 bis 1841 war Franz Krutter solothurnischer Grossrat. Obwohl er in Verfassungsfragen mit der liberalen Partei stimmte, verurteilte er auch das radikale Vorgehen der liberalen Regierung gegen die Opposition, als sie am 6. Januar 1841 unter dem Vorwurf, es würde ein bewaffneter Putsch geplant, die konservativen Anführer des ganzen Kantons verhaften und ihre Presse versiegeln liess. In der Sonderbundszeit hielt sich Krutter, der stets für Ausgleich und Toleranz eintrat, mit politischen Äusserungen zurück und widmete sich stärker der Literatur. Ab 1856 war Krutter Gemeinderat der Stadt Solothurn und von 1866 bis zu seinem Tode Kantonsrat liberal-konservativer Gesinnung.

## Literarisches Schaffen
Krutters Werk wird von historischen Dramen bestimmt, seine ersten Publikationen waren jedoch Gedichte unter dem Pseudonym Valentin Namenlos. Obwohl das „dramatische Märchen in drei Akten“ Salomon und Salomeh (1840) recht erfolgreich war und Krutter in der Folge auch weitere Dramen publizierte (mit Niklaus von Wengi und Samuel Henzi widmeten sie sich historischen Figuren von besonderem Interesse für Krutters Heimatregion, die Kantone Solothurn und Bern), bleiben doch etliche Werke bis heute ungedruckt, darunter Kaiser Tiberius, Julian und Francesco, Herzog Ake, Die Rebellen und Gelimer. Ein Trauerspiel über Agnes Bernauer wurde anlässlich von Krutters 100. Geburtstag von der Töpfergesellschaft Solothurn aus dem Nachlass herausgegeben.
Ein weiteres ungedrucktes Theaterstück, das jedoch als Abschrift in Form eines vervielfältigten Typoskripts in einzelnen Bibliotheken greifbar ist (Schweizerische Theatersammlung in Bern, Zentralbibliothek Solothurn), fällt durch seine ungewöhnliche Thematik auf: Die Gasbraut, verfasst in gemeinschaftlicher Arbeit mit Alfred Hartmann, Georg Schlatter und Rudolf Oskar Ziegler zur Feier der Eröffnung der Gasbeleuchtung in Solothurn 1860.
Krutter gab auch verschiedene kurzlebige literarische Zeitschriften heraus, darunter mit Alfred Hartmann Alpina: schweizerisches Jahrbuch für schöne Literatur. Er gehörte zudem zu den Gründern der Töpfergesellschaft Solothurn und hielt in ihrem Rahmen Vorlesungen zu Themen aus Literatur und Geschichte.
Der Nachlass von Franz Krutter befindet sich in der Zentralbibliothek Solothurn. Das Verzeichnis ist online zugänglich. Das Familienarchiv Krutter wird im Staatsarchiv Solothurn aufbewahrt.

## Werke
- Salomon und Salomeh. Dramatisches Märchen in drei Akten (1840)
- Schultheiss Wenge von Solothurn. Vaterländisches Schauspiel (1845)
- Samuel Henzi oder der Burgerlärmen in Bern. Eine vaterländische Staatsaktion (1868)
- Agnes Bernauer. Trauerspiel in 5 Akten (aus dem Nachlass herausgegeben 1908)